# 湖大吻鱥
湖大吻鱥（学名：Rhynchocypris percnurus）为輻鰭魚綱鯉形目雅羅魚科大吻鱥屬的鱼类。分布於歐亞大陸，包括德國、捷克、波蘭、烏克蘭、白俄羅斯、俄羅斯、中國北部、朝鮮半島及日本淡水流域，该物种的模式产地在勒拿河，體長可達18.5公分。喜群游，棲息在水草密佈的水域，屬肉食性，以甲殼類、昆蟲及蠕蟲等為食，為經濟性魚類。

## 扩展阅读
維基物種上的相關：湖大吻鱥